# Dierama parviflorum
Dierama parviflorum är en irisväxtart som beskrevs av Wessel Marais. Dierama parviflorum ingår i släktet Dierama och familjen irisväxter. Inga underarter finns listade i Catalogue of Life.